# Sumrakovac
Sumrakovac (cyr. Сумраковац) – wieś w Serbii, w okręgu zajeczarskim, w gminie Boljevac. W 2011 roku liczyła 494 mieszkańców.